# Исламский национализм
Исламский национализм — форма религиозного национализма, которая стремится продвигать интересы мусульман путем сочетания национализма с исламизмом. Критики утверждают, что национализм по своей сути несовместим с исламом, поскольку исламизм и исламистская идеология отвергают западное представление о национальных государствах, которые обычно апеллируют к единству, основанному на языковых, культурных, этнических и территориальных факторах.
Некоторые исламистские организации рассматривают создание национального государства основываясь на законах шариата, как например Курдская Хезболла, Хамас или Хайят Тахрир аш-Шам.

## Примеры

### Пакистан
В отличие от светской формы национализма, которая распространена в большинстве других стран, пакистанский национализм носит религиозный характер. Религия была основой пакистанского националистического нарратива. Пакистанский национализм тесно связан с мусульманским наследием, исламом, а также с панисламизмом, как он описан в теории двух наций. Это также относится к сознанию и выражению религиозных и этнических влияний, которые помогают формировать национальное сознание. Пакистан называют «мировым центром политического ислама».

### Палестина
ХАМАС рассматривает Палестину как святую землю и считает ее основным фронтом джихада, позиционируя свое сопротивление как исламский способ борьбы с израильской оккупацией. Группа стремилась объединить исламизм с палестинским национализмом, представляя себя как националистическое движение с исламской националистической повесткой, отличное от светских националистических движений. Статья 12 устава ХАМАС 1988 года утверждает, что «Национализм с точки зрения Исламского движения сопротивления является неотъемлемой частью религиозной идеологии».